# Ante Šercer
Ante Šercer (Požega, 21 de abril de 1896 - 25 de junio de 1968) fue un médico croata.

## Biografía
Cursó la escuela elemental en Dubrovnik y estudios médicos en Graz y Praga. Se especializó en otorrinlaringología en Zagreb, Viena, y otra vez, en Praga. Empezó su práctica médica en el hospital clínico del Departamento Médico (Medicinski fakultet) de Zagreb en 1920, y finalmente se convirtió en su administrador y en profesor asociado. Más tarde, en 1946,  fue cabeza  del departamento del otorrinolaringología del Hospital de las Hermanas de la Caridad (Bolnica Sestara Milosrdnica). 
Debido a sus esfuerzos, y junto a los de Eduard Miloslavić, se creó una Facultad Médica en Sarajevo, Bosnia y Herzegovina, en 1944 con ocho profesores.  En aquel tiempo, también propuso abrir allí una delegación del Centro para Estudios Orientales. La Universidad de Zagreb proporcionó 15 t de material y equipamientos y los libros necesarios para 180 estudiantes en aquel primer año. Debido a aquel esfuerzo, cuando la Segunda Guerra Mundial acabó, Šercer fue sentenciado por el gobierno de Yugoslavia a un año de trabajo forzado y a la confiscation de su propiedad, al ser encontrado culpable de apoyo al NDH.
Šercer publicó 170 artículos científicos en los campos de otorrinolaringología propedéutica y tratamiento clínico, cirugía plástica de la nariz y oreja, cirugía oral y problemas tonsilares . Su método de presentar la infraestructura de la nariz a través de decorticación obtuvo atención mundial. Fue uno de los pioneros en Europa en el tratamiento de la otosclerosis por cirugía y desarrolló una teoría especial sobre la etiopatogénesis de esta enfermedad. Inició y fue el editor jefe de una Enciclopedia médica croata que fue una de las primeras publicaciones de ese tipo en el mundo.
Entre las personas famosas que  trató se encuentran el músico de Jazz Louis Armstrong ("Satchmo") y las estrellas de la ópera Mario del Monaco y Giuseppe di Stefano.